# Gregorio Rosa Chávez
Gregorio Rosa Chávez (ur. 3 września 1942 w Sociedad) – salwadorski duchowny katolicki, biskup pomocniczy San Salvadoru w latach 1982-2022, kardynał prezbiter od 2017.

## Życiorys
Święcenia kapłańskie otrzymał 24 stycznia 1970 w katedrze w San Miguel z rąk José Eduardo Alvareza Ramíreza, CM, biskupa San Miguel.
17 lutego 1982 papież Jan Paweł II mianował go biskupem pomocniczym San Salvadoru, ze stolicą tytularną Mulli. 3 lipca 1982 z rąk arcybiskupa Lajos Kady przyjął sakrę biskupią.
28 czerwca 2017 kreowany kardynałem prezbiterem przez papieża Franciszka. Otrzymał kościół tytularny Santissimo Sacramento a Tor de'Schiavi.
3 września 2022 po ukończeniu 80 lat utracił prawo do udziału w konklawe. 4 października 2022 papież Franciszek przyjął jego rezygnację z funkcji biskupa pomocniczego San Salvadoru.